# Famille Tsitsichvili
 (octobre 2017).
Si vous disposez d'ouvrages ou d'articles de référence ou si vous connaissez des sites web de qualité traitant du thème abordé ici, merci de compléter l'article en donnant les références utiles à sa vérifiabilité et en les liant à la section « Notes et références ».

Armoiries de la famille Tsitsichvili.

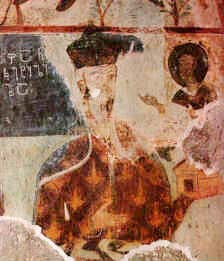
Zaza Panaskerteli-Tsitsichvili. Un portrait sur une fresque du monastère de Kintsvissi.

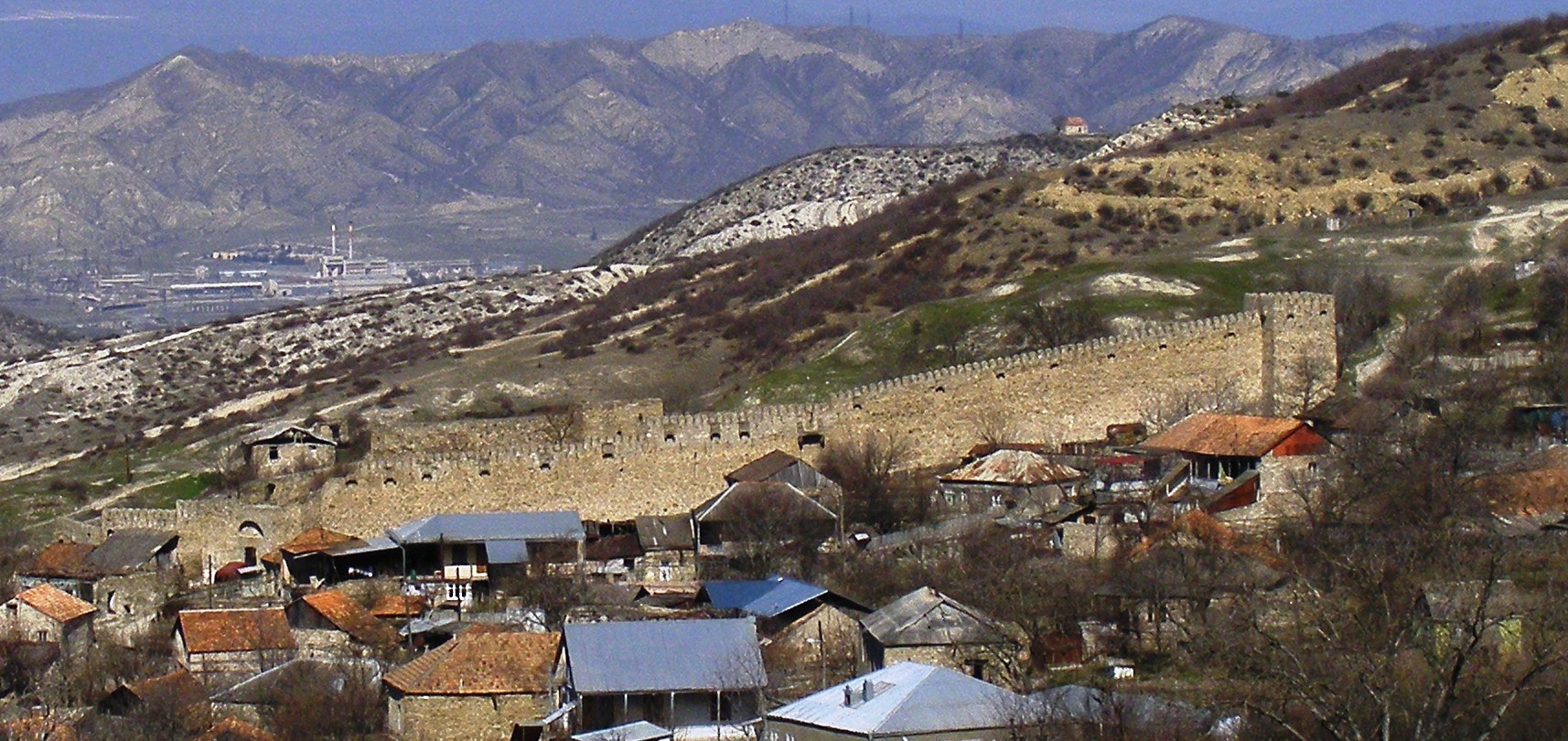
Château des Tsitsichvili à Nitchbis.

La famille Tsitsichvili (en géorgien : ციციშვილი) de Panaskhet est une famille princière de Géorgie originaire de la province de Karthli dont les quartiers de noblesse remonte au VIIIe siècle. Sa ligne féminine est liée aux rois géorgiens.

## Histoire
La famille Tsitsichvili est issue de la maison Panaskhet, une des plus vieilles familles médiévales géorgiennes originaire de la province de Karthli supérieure (Meskhétie), tirant son nom du château de Panaskerti à Tao-Klarjeti. Un de ses membres éminents, Zacharie de Panaskhet, devient célèbre pour avoir participé avec d'autres nobles à la révolution contre la reine Tamar de Géorgie en 1192. Son descendant, T'aqa Panaskerteli, duc de Tao et chef de l'armée géorgienne, défait l'armée turque au château de Tortomi en 1302.
En 1442, le roi de Géorgie Vakhtang IV épouse Sitikhatun, la fille du prince Zaza I de Panaskhet. Il obtient du roi Constantin II les fiefs de Khvedureti et Kareli. Ils deviendront la base de la principauté des Tsitsichvili, connu sous le nom de Satsitsiano. Tsitsi Panaskerteli, neveu de Sitikhatun, était le commandant en chef des troupes géorgiennes à la fin du XVe siècle. Il construit le château des Tsitsichvili, toujours visible dans le village de Nitchbis, à quelques kilomètres de Tbilissi. Ses descendants ont reçu le nom de Tsitsitchvili (c'est-à-dire les fils de Tsitsi).
La famille Tsitsichvili est considérée comme une des familles nobles les plus puissantes de Géorgie. Elle est l'une des six maisons princières « indivisibles » du royaume de Karthli, un état successeur du royaume de Géorgie. Ils se sont mariés avec la dynastie royale et ont occupé plusieurs postes importants dans l'administration royale et dans l'armée. Le 13 juillet 1783, le dernier roi de Géorgie Georges XII épouse Mariam Tsitsichvili, fille de Georges II, prince Panaskertéli-Tsitsischvili. En 1801, après l'annexion de la Géorgie par l'Empire russe, la famille Tsitsichvili se met au service de l'Empire russe et prend le nom russifié de Tsitsianov. Elle gardera grâce au traité de Gueorguievsk de 1783 ses privilèges ainsi que ses titres de princes de Karthli et de l'Empire russe. Un des membres les plus éminents de la famille Tsitsianov est le militaire Paul Tsitsianov, général en chef de l'armée du Caucase.
La famille Avalichvili (Géorgien : ავალიშვილი) est une branche dérivée de la famille Tsitsichvili.

## Personnalités
- Zaza I de Panaskhet, prince géorgien, homme politique et médecin
- Sitikhatun (?-1444), fille de Tistsi Ier, épouse de Vakhtang IV, reine de Géorgie
- Mariam Tsitsichvili (9 Avril 1768 – 30 Mars 1850), épouse du roi Georges XII, reine de Géorgie
- Paul Tsitsianov (19 septembre 1758 - 20 février 1806), militaire russe, chef de l'armée du Caucase